# Discografie van Billy Cobham
De discografie van de fusion- en jazzdrummer Billy Cobham omvat soloalbums, samenwerkingen en werk als sideman voor andere artiesten.

## Discografie

### Als leider
- Spectrum (1973)
- Crosswinds (1974)
- Total Eclipse (1974)
- Shabazz [live] (1974)
- A Funky Thide of Sings (1975)
- Life & Times (1976)
- The Billy Cobham–George Duke Band: "Live" on Tour in Europe (1976)
- Magic (1977)
- Alivemutherforya [live] met Steve Khan, Alphonso Johnson en Tom Scott (1978)
- Inner Conflicts (1978)
- Simplicity of Expression: Depth of Thought (1978)
- B.C. (1979)
- Live: Flight Time [live] (1980)
- Stratus (1981)
- Observations & Reflections (1982)
- Billy Cobham's Glass Menagerie: Smokin’ [live] (Electra, 1982)
- Warning (1985)
- Consortium met Johannes Faber (1985)
- Power Play (1986)
- Best Of (1987)
- Picture This (1987)
- Incoming (1989)
- No Filters w/Wolfgang Schmid (1990)
- By Design (1992)
- The Traveler (1993)
- Nordic (1996)
- Paradox (1996)
- Paradox, The First Second [live] (1998)
- Mississippi Knights Live [live] (1998)
- Focused (1998)
- Ensemble New Hope Street (1999)
- Nordic: Off Color (1999)
- North by NorthWest (2001)
- Drum 'n' Voice (2002)
- The Art of Three [live] (2002)
- Many Years B.C. [compilatie] (2002)
- Culture Mix (2002)
- The Art of Five (2004)
- Caravaggio w/Massimo Colombo (2005)
- Art of Four [live] (2006)
- Drum 'n' Voice 2 (2006)
- Fruit from the Loom (2008)
- De Cuba y de Panama met Asere (2008)
- Palindrome (2010)
- Drum 'n' Voice 3 (2010)
- Tales From The Skeleton Coast (2014)
- Spectrum 40 Live (2015)

### Als sideman
Met Horace Silver
- Serenade to a Soul Sister (Blue Note, 1968)
- You Gotta Take A Little Love (Blue Note, 1969)

Met Mose Allison
- Western Man (Atlantic, 1971)
- Lessons in Living (1982)

Met Gene Ammons
- Got My Own (Prestige, 1972)
- Big Bad Jug (Prestige, 1973)

Met Ray Barretto
- The Other Road (1973)

Met George Benson
- Giblet Gravy (1968)
- White Rabbit (CTI, 1972)

Met Bobby and the Midnites
- Bobby and the Midnites (1981)
- Where the Beat Meets the Street (1984)

Met The Brothers Johnson
- Look Out for Number 1 (1976)

Met James Brown
- Make It Funky: The Big Payback 1971-1975 (1996)

Met Jack Bruce
- I've Always Wanted to Do This (Epic, 1980)

Met Kenny Burrell
- Night Song (Verve, 1969)
- God Bless the Child (CTI, 1971)

Met Cargo
- Cargo (1982)

Met Ron Carter
- Uptown Conversation (Embryo, 1970)
- Blues Farm (CTI, 1973)
- All Blues (CTI, 1973)
- Spanish Blue (CTI, 1974)
- Yellow & Green (CTI, 1976)
- New York Slick (1980)

Met Stanley Clarke
- School Days (1976)
- Atlantis met George Duke (1973)
- Live at the Greek met Larry Carlton (1993)

Met Larry Coryell
- Spaces (1974)
- The Essential Larry Coryell (1975)
- Spaces Revisited (1997)

Met Miles Davis
- Bitches Brew (1970)
- Live-Evil (1970)
- A Tribute to Jack Johnson (1970)
- Big Fun (1974)
- Get Up with It (1974)
- Circle in the Round (1979)
- Directions (opnames 11-3-1960 - 27-2-1970, uitgekomen in 1980)

Met Richard Davis
- Way Out West (opgenomen in 1977, Muse, 1980)
- Fancy Free (Galaxy, 1977)

Met Eumir Deodato
- Prelude (1972)
- Deodato 2 (1973)
- Whirlwinds (1974)

Met Dreams
- Dreams (1970)
- Imagine my surprise (1971)

Met Charles Earland
- Intensity (Prestige, 1972)

Met Gil Evans
- Live at the Public Theater (New York 1980) (Trio, 1981)

Met Fania All Stars
- Our Latin Thing (1972)
- Latin-Soul-Rock (1974)

Met Roberta Flack en Donny Hathaway
- Roberta Flack & Donny Hathaway (1980)

Met Peter Gabriel
- Passion: Music for The Last Temptation of Christ (1989)

Met Johnny Hammond
- Breakout (Kudu, 1971)
- Wild Horses Rock Steady (Kudu, 1971)
- The Prophet (Kudu, 1972)

Met Billy Harper
- Capra Black (Strata-East, 1973)

Met Donald Harrison
- Heroes (Nagel Heyer, 2004)

Met Freddie Hubbard
- Sky Dive (CTI, 1973)

Met Jackie and Roy
- Time & Love (CTI, 1972)

Met Milt Jackson
- Sunflower (CTI, 1972)

Met Jazz Is Dead
- Blue Light Rain (1998)

Met Quincy Jones
- The Anderson Tapes (1971)
- I Heard That!! (1976)

Met Robin Kenyatta
- Gypsy Man (Atlantic, 1973)

Met Hubert Laws
- Morning Star (CTI, 1972)
- Carnegie Hall (CTI, 1973)

Met Mahavishnu Orchestra
- Inner Mounting Flame (1971)
- Birds of Fire (1973)
- Between Nothingness and Eternity (1973)
- The Lost Trident Sessions (opgenomen in 1973, uitgebracht in 1999)
- Mahavishnu (1984)

Met Junior Mance
- With a Lotta Help from My Friends (Atlantic, 1970)

Met Arif Mardin
- Journey (Atlantic, 1974)

Met Les McCann
- Comment (Atlantic, 1970)
- Invitation to Openness (Atlantic, 1971)

Met John McLaughlin
- My Goal's Beyond (Columbia, 1971)
- Love Devotion Surrender met Carlos Santana (Columbia, 1973)
- Electric Guitarist (Columbia, 1978)

Met Mark-Almond Band
- Rising (1972)
- To the Heart (1976)

'Met Sonny Rollins
- The Way I Feel (Milestone, 1976)
- Don’t Stop the Carnival (Milestone, 1978)

Met Michel Sardaby
- Michel Sardaby in New York (Sound Hills, 2002)

Met Don Sebesky
- Giant Box (CTI, 1973)

Met Carly Simon
- Hotcakes (1974)

Met Gábor Szabó
- Mizrab (CTI, 1972)

Met McCoy Tyner
- Fly with the Wind (Milestone, 1976)

Met Miroslav Vitous
- Purple (1970)

Met Grover Washington, Jr.
- All the King's Horses (Kudu, 1972)
- Soul Box (Kudu, 1973)

Met Randy Weston
- Blue Moses (CTI, 1972)